# ماري مارجريت أورايلي
ماري مارجريت أورايلي (بالإنجليزية: Mary Margaret O'Reilly)‏ (وُلدت في 14 أكتوبر 1865 - تُوفيت في 6 ديسمبر 1949) موظّفة مدنيّة أمريكيّة عملت كمديرة مساعدة في دار سك النقود في الولايات المتحدة بدءاً من عام 1924 حتى عام 1938. تُعتبر إحدى أعلى الموظّفات المدنيّة في الولايات المتحدة رتبةً آنذاك. عملت في دار سك النقود طيلة 34 عاماً، عملت خلالها نائبَة لمدير الدار، ومديرةً (بطبيعة الحال) لدى غياب المدير.
ولدت ماري في سبرينغفيلد بماساتشوستس لعائلة إيرلنديّة مهاجرة، وترعرعت أورايلي في هذه الولاية. تركت صفوف الدراسة بعمر الرابعة عشر لمساعدة والدتها الأرملة وأشقائها، ومن المحتمل أنها بدأت بالعمل في مصانع نسيج محليّة. بدأت بتلقّي تدريب مكتبيّ في مدرسة ليليّة، قبل أن تبدأ بالعمل كموظّفة مكتب في ورسستر بعمر الثامنة عشر. عام 1914 كُلِّفَت أورايلي بمنصب في دار سك النقود، مما دفعها للانتقال إلى العاصمة واشنطن. بدأت أورايلي بالترقَّي بسرعة في التسلسل الهرميّ لدار سك النقود، وهو ما كان يُعتبر أمراً غير عاديّ بالنسبة لامرأة، وكثيراً ما تمت دعوتها للإدلاء بشهادات أمام الكونجرس الأمريكيّ. حملت أورايلي العبء الأكبر بإدارة دار سك النقود، باعتبار معظم مديري الدار جاء تعيينهم على خلفيّة سياسيّة إذ لم يكن لديهم من المعرفة أو الاهتمام بإدارة الدار الشيء الكثير. وفي عام 1924، عُيِّنَت أورايلي بشكل رسميّ كمديرة مساعدة.
عام 1933 عُيِّنَت أول مديرة لدار سك النقود الأمريكيّ من الإناث، وهي نيللي تايلي روس، وعلى الرغم من انعدام الثقة بين المرأتين بدايةً، إلا أن العلاقة بينهما ما لبثت أن تنامت لاحقاً. وعلى الرغم من أنه كان مقرراً إحالة أورايلي إلى التقاعد عام 1935، إلا أنه كان يُنظر إليها بأنه لا غنى عنها لإدارة الدار، مما دفع الرئيس الأمريكيّ فرانكلين روزفلت آنذاك إلى تأجيل إحالتها إلى التقاعد إلى العام 1938. خلال سنواتها الأخيرة، بقيت أورايلي في العاصمة واشنطن، وابتعدت عن شؤون دار سك النقود، وكرَّست وقتها للعمل الخيريّ الكاثوليكيّ.

## بداية حياتها ومسيرتها المهنيّة
ولدت ماري مارجريت أورايلي في سبرينغفيلد في ماسوتشوستس، في 14 أكتوبر عام 1865. والداها جايمس أي. وجوانا أورايلي مهاجريَن من إيرلندا، وكانت ماري إحدى خمس أطفال آخرين لوالديها. عاشت العائلة في سبرينغفيلد في ماسوتشوستس بالقرب من شيكوبي، حيث كان يعمل جايمس أورايلي تاجراً للخمور بالجملة. توفي جايمس عام 1873 مريضاً. تسبَّبت وفاة والد ماري بضائقة ماليّة للعائلة، إضافةً إلى مشكلة قانونيّة، إذ حاول أوستن أورايلي، وهو موظف في شركة أورايلي، حاول الحفاظ على استقرار الملكية عبر الاستمرار في بيع ما تبقَّى من الكحول، ولكنه لم يكن حائزاً على ترخيص بالبيع، فيما أنكرت أم ماري، جوانا أورايلي أي معرفة بأمور العمل، ومن ثمّ أيّدت محكمة ماسوتشوستس العليا إدانة أوستن ببيع الكحول بالجملة دون ترخيص.
تركت ماري المدرسة بعد الصف التاسع بعمر الرابعة عشر أو بعده بقليل، وبدأت بالعمل لمساعدة العائلة ماديّا، ومن المحتمل أنها بدأت بالعمل في أحد مصانع النسيج المحليّة، كما أنها حضرت مدرسة ليليّة للتدرُّب على العمل المكتبيّ. ومن ثُمَّ عملت بوظيفة مكتبيّة بدءاً من عام 1885 وحتى عام 1903، وهنا كانت قد انتقلت إلى ورسستر، حيث عاشت مع أحد إخوتها في منزل تعود ملكيته لوالدتهما.

## مسيرتها المهنيّة في دار سك النقود

### صعودها ضمن هرميّة المؤسسة

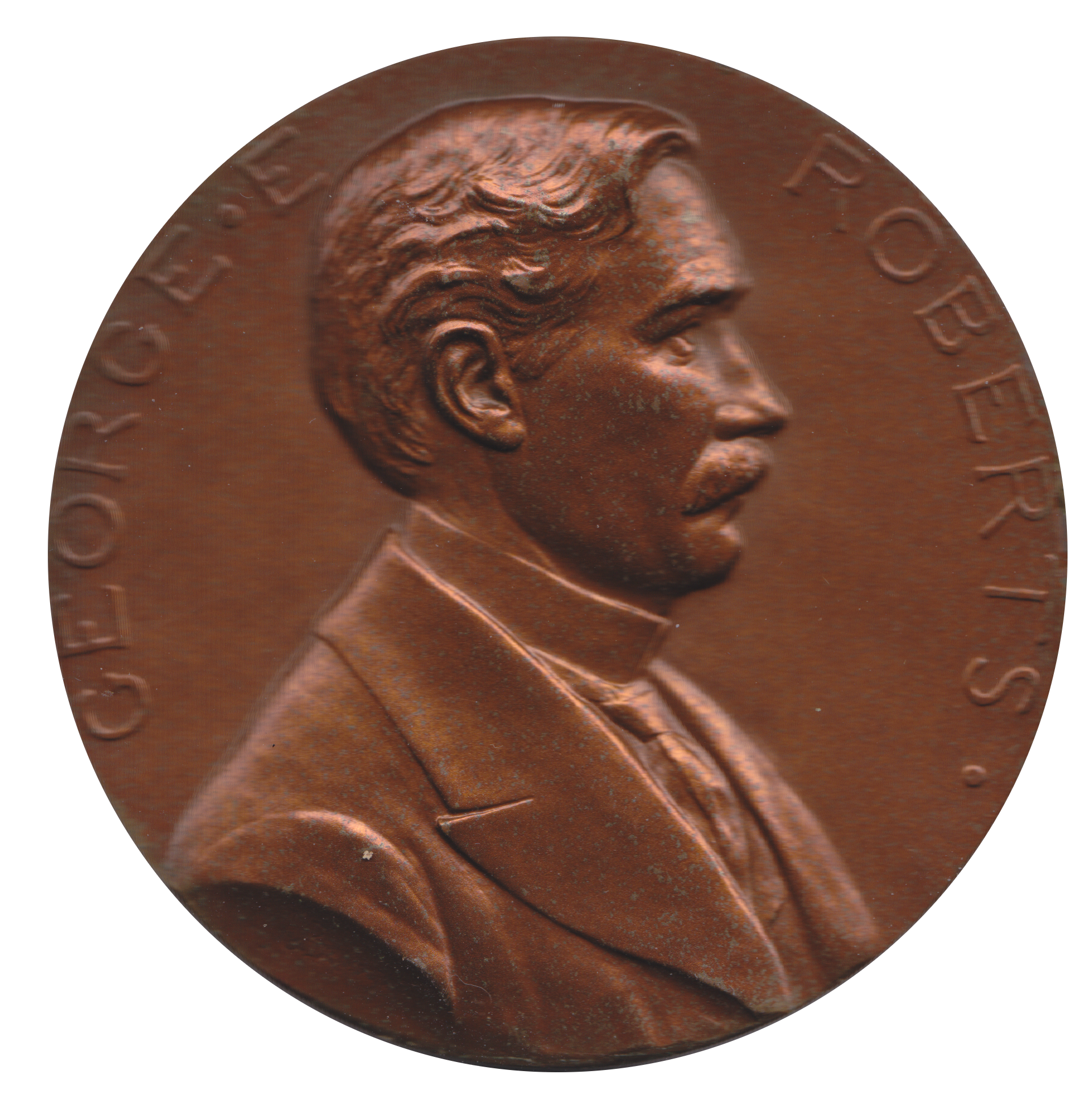
نقش لصورة مدير دار سك النقود جورج إي. روبيرتس على ميداليّة لدار سك النقد(صمَّمها النقَّاش تشارلز باربر)

تعاقدت أورايلي مع دار سك النقود في الولايات المتحدة الأمريكيّة للعمل كموظّفة من الفئة D عام 1904، وكان عمرها آنذاك لا يتجاوز الثامنة والثلاثين، وكانت أكبر الموظفين الجدد الوافدين إلى الدار. بدأت ماري بالعمل في فرع دار سك النقود في العاصمة واشنطن، وتأثر مدير دار السك آنذاك جورج إي. روبرتس بخبرتها وكفائتها في العمل. بدايةً، كانت ماري تعمل بصفة مؤقتة، إلا أنها ما لبثت أن أصبحت موظفة دائمة عام 1905، كما رُقيَت خلال هذا العام إذ ارتفع تصنيفها الوظيفيّ إلى الفئة | وباتت تتقاضى أجراً قدره 1,200$. عام 1911، كُلِّفَت مارجريت كيلي بمنصب مدقّقة دار سك النقود، وبدأت في أعقاب هذا موجة من الترقيات ضمن دار سك النقود، وقد شملت هذه الموجة أورايلي، إذ تولَّت وظيفة ضبط وتسوية الحسابات، وهو ما جعلها إحدا أكبر موظفي دار سك النقود، إذ أصبحت مسؤولةً عن مراجعة جميع الحسابات. ووفقاً لما قالته الكاتبة تيفا جاي. شير، كاتبة سيرة نيلي تايلي روس (آخر مديرة لدار سك النقود خلال مسيرة أورايلي المهنيّة قبل تقاعدها) «ينبغي أن يكون هذا قد تطلَّب مزيجاً غير مسبوق تقريباً من القيادة والذكاء (بالنسبة لأورايلي) حتى تتسلّق من خلال هذه المنظّمة في بيئة عمل يهيمن عليها الذكور».
خلال العقد الأول من القرن العشرين، حصلت أورايلي على المزيد من الترقيات، حيث عملت في هذه الفترة كمدقِّقَة وكحاسبة للسبائك، كما دُعيت بشكل متكرر للإدلاء بشهادات أمام الكونجرس الأمريكيّ. عام 1915، عُيَّنت روبرت دبليو. وولي مديراً لدار سكّ النقود، مع الإشارة إلى ترجيح كون أورايلي محظيَةً لدى من شغلوا المنصب خلال الأعوام الثلاثين السابقة، وقد أرسلت على الأغلب مذكرةً تمنت خلالها أطيب التمنيات الشخصيّة لوولي، وردّ لها وولي بدوره التذكرة. وبعد استقالة وولي عام 1916، عملت أورايلي بعد استقالة وولي أغسطس عام 1916، عملت كمديرة لدار سك النقود بالنيابة لبعض الوقت حتى تولَّي خليفة وولي فريدريك يوهانس هوغو فون إنغليكن منصبه بعد شهر، رغم شغل المسؤول في دار سك النقود فريد إتش. شافلين للإدارة بالوكالة لعدة فترات انقطاع السابقة.

### منصب المديرة المساعدة
كان معظم مديري دار سك النقود الأمريكيّ أوائل القرن العشرين من خلفيّة سياسيّة، وكانوا يفتقرون إلى الخبرة السابقة في العمل في دار سك النقود. أوكل فون إنغليكن خلال فترة ترأسه لداء سك النقود التي استمرت لما يُقارب ستة أشهر بين عامي 1916 و1917، أوكل كل عمليات الإشراف على دار سك النقود ومكاتب التقييم لأوريلي. حدَّت دار السك عام 1916 من إنتاج القطع النقديّة المعدنيّة التذكاريّة والتي كان لها شعبيّة كبيرة وكانت رائجةً بشدّة بين جامعي القطع النقديّة. وعلى الرغم من أن اقتراح الحدّ من إنتاج العملات الخاصّة (التوثيقيّة) قد جاء من آدم إم. جويس مشرف دار سك النقود من فيلادلفيا وأن فون إنغليكن قد وافق عليه، إلا أنه وبسبب توقيع أورايلي للعديد من الرسائل المُوجَّهة إلى خبراء القطع النقديّة، فقد أُلقي باللوم عليها لتغيُّر سياسة دار سك النقود فيما يتعلّق بالقطع المعدنيّة التذكاريّة.
استقال فون إنغليكن في فبراير 1917، خلفه ريموند تي. بيكر، الذي تنبأ بتزايد توليّ النساء لمناصبَ حكوميَّةٍ أعلى، وقد أعطى بيكر لأورايلي المزيد من الدور العام. في كل عام، كان بيكر يمثل أمام الكونجرس للدفاع طلبات الاستيلاء الخاصّة بدار سك النقود. حاول بيكر عامي 19120 و1921 حضّ الكونجرس على تعيين أورايلي بشكل رسميّ ولكن لم تجدي جهوده نفعاً، رغم أن أورايلي حملت فيما بعد لقب المدير المساعد لدار سك النقود. بعد تولِّي طاقم وارن هاردينغ للحكم، استبدل بيكر عام 1922، وحلَّ محلَّه فرانك إي. سكوبي، أحد أعضاء «عصبة أوهايو» المُقرَّبين من هاردينغ. لم يكن للمدير الجديد اهتمام كبير بإدارة شؤون الدر، ولم يكتف بإسناد مهام الإشراف على عمليات دار سك النقود إلى أورايلي، بل إنه كان الشاهد الرئيسيّ أمام الكونجرس عام 1922، للدفاع عن طلب اعتماد أورايلي لتعيينها للتوقيع على تعيينها رسميّاً كمديرة مساعدة، وكان الكونجرس في هذه الدورة أقرب لإقرار الأمر، وقد حصلت أورايلي على اللقب رسميَّاً عام 1924.

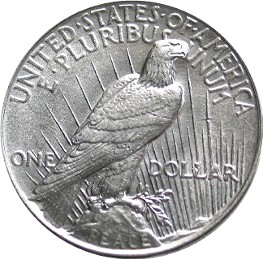
الوجه الخلفيّ لدولار السلام، بعد إزالة السيف المكسور

اندلعت في ديسمبر 1921 أزمة ردَّات الفعل العامة على تصميم «دولار السلام» بينما كان بيكر على متن قطار في رحلة تستغرق ثلاثة أيام إلى الساحل الغربيّ، حيث كان مُصمِّم هذه العملة التذكاريّة أنطونيو دي فرانسيسكو قد وضع سيفاً مكسوراً على الوجه الخلفيّ للعملة، إذ كان يرمز بحسب صاحب التصميم إلى نهاية الحرب. كان الغضب العام تجاه هذا التصميم أشبه ما يكون بمؤشر للحساسيّة الشديدة في الولايات المتحدة الأمريكيّة التي خرجت للتّو من الحرب العالميّة الأولى. أدركت أورايلي مع تعذُر الوصول إلى بيكر، بأن عليها إزالة رمز السيف المكسور من تصميم دولار السلام، فلجأت إلى وكيل وزارة الخزانة سيمون باركر جيلبرت، الذي كان وزيراً بالنيابة آنذاك للموافقة على التصميم المُعدَّل، وقام حينها الحفَّار الرئيسيّ في دار سك النقود جورج تي. مورغان بإزالة السيف المكسور بمهارة من محاور سكّ العملة المُعَدّة مسبقاً قبل أن يوافق بيكر على تصميم المُعدَّل الذي لم يره.

أدارت أورايليّ معظم عمليّات دار سكّ النقود في ظل إدارة سكوبي وخلفه روبرت جي. جرانت. ورغم انشغال دار سكّ النقود الشديد في فترة ازدهار عشرينات القرن العشرين، يشير مؤرخ العملات روجر بورديت إلى بعض عيوب عمليّات سك النقود - على سبيل المثال، فإن مسؤولي دار سك النقد في فيلادلفيا بدلاً من أن يقوموا بأخذ عينات من العملات الذهبيّة من كل دفعة لتسليمها للجنة فحص المعادن السنويّة لفحصها واختبارها، كان يأخذون جميع العينات التي سيقومون بتسليمها من مجموعة موضوعة جانباً بداية العام، مما زاد من احتماليّة انتشار عملات غير قياسيّة دون أن يكشفها أحد. وقد راقبت أورايلي عن كثب عمليّات سك العملة، وحذَّرت من دار سك النقود في سان فرانسيسكو في نوفمبر 1931 بأنها أنتجت أقل من 200.000 نيكل، وهو رقم إذا ما استقرّ على هذه الحال سيسمح لجامعي العملات بكنز هذه العملة، ولم تدر أورايلي أيّ عمليات سك نقود باستثناء النيكل لما تبقى من هذا العام، مما أدَّى لإنفاق كامل جهود سكّ النقود على سك 1.200.000 قطعة 

### عملها في عهد الرئيس روزفلت وتقاعدها
عندما تولَّت إدارة الرئيس الأمريكيّ روزفلت عام 1933، كانت أورايلي تشغل منصب الإدارة بالوكالة بعد استقالة غرانت. قام الرئيس الأمريكيّ فرانكلين روزفلت بتعيين حاكمة وايومنغ نيللي تايلي روس مديرةً لدار سك النقود، وهي أول امرأة تشغل هذا المنصب. بهذا الوقت كانت أورايلي قد بلغت السابعة والستين من العمر، إذ كانت تبدو أشبه ما تكون بجدّة صغيرة، وأُطلَق عليها آنذاك لقب «محبوبة وزارة الخزانة»، إذ كان يختفي وراء مظهرها البسيط قوّتها العقليّة وعزمها. وصف سكرتير روس الشخصيّ، إدنيس ويلكنز المديرة المساعدة لدار سك النقود بأنها «عديمة الرحمة».

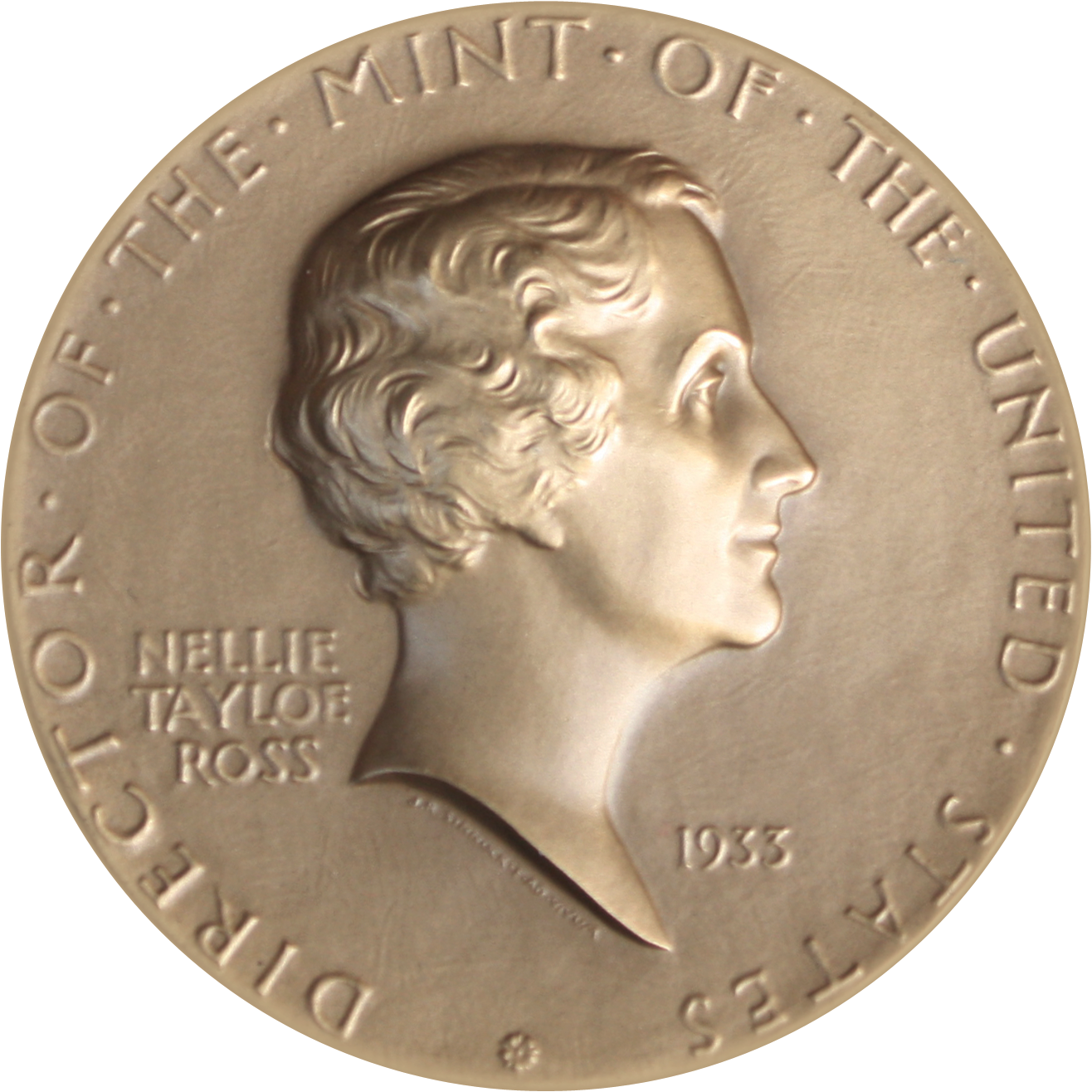
نقش لصورة نيلي تايلي روس على ميداليّة سكّتها دار سك النقود، صمَّمَها جون أر. سينوك

لم تكن علاقة روس وأورايلي على ما يرام، إذ كان هناك شكوك متبادلة بينهما، فروس التي عانت من علاقات سيئة مع إليانور روزفلت وآخرين في حملة فرانكلين روزفلت، لم تثق بالموظفين في دار سك النقود. أما بالنسبة لأورايلي فقد كانت ترى بنيلي روس مديراً آخر معيناً على خلفيّة سياسيّة دون توافر أي خبرة تؤهلها تحلّ مكان جرانت، الذي كان مشرفاً على دار سكّ النقود في دنفر قبل إدارته لدار سكّ النقود العام. وبعد فترة وجيزة، ازدادت علاقة الثقة بين المرأتين، إذ باتت كلُّ منهما تُقدّر مكانة ومزايا الأُخرى. ومن بين القضايا التي واجهها دار سكّ النقود عامي 1933 و1934، كانت قضيّة سحب معظم العملات الذهبيّة، وذلك عندما أصدرت وزارة الخزانة الأمريكيّة لوائح قانونيّة تسمح بتسليم هذه العملات إلى فروع البنك الاحتياطي الفيدراليّ، فأرسلت أورايلي مذكرةً بتوقيعها كمديرة بالنيابة أشارت خلالها إلى أن البنك الاحتياطيّ الفيدراليّ ليس لديه المنشآت التي تسمح بقبول أي شكل من أشكال الذهب باستثناء القضبان ذات الختم الحكوميّ. في ذلك الوقت، كان دار سكّ النقود أحد الفروع الأدنى مرتبةً في وزارة الخزانة الأمريكيّة، وهي مرتبة أدنى بكثير من مرتبة الخدمة السريّة ووكالات إنفاذ القانون الأُخرى التابعة لوزارة الخزانة. يشير الكاتب روجيه بروديت إلى أن اللوائح القانونيّة المتعلّقة بالذهب أظهرت نقصاً في المعرفة الأساسيّة لدى القائمين على دار سك النقود المُعيَّنين من الرئيس روزفلت وكبار مسؤولي إدارة الرئيس هربرت هوفر.

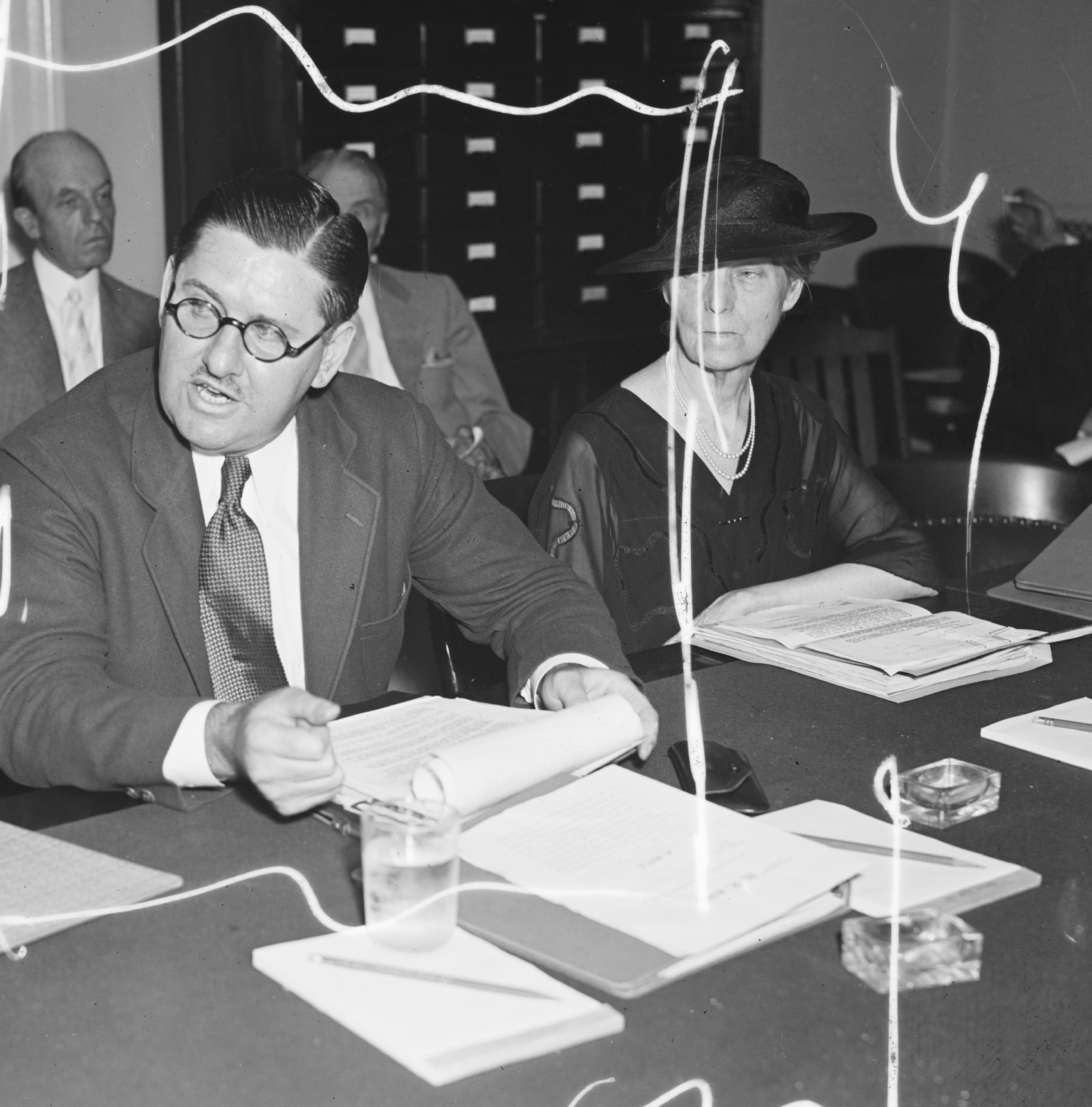
أورايلي وسي. إم. هيستر المستشار العام المساعد لوزارة الخزانة يدليان بشهادتهما أمام الكونجرس في أغسطس 1935

عاد العلاقة بين روس وأورايلي إلى النموذج الطبيعي من تقاسم العمل بين المدير والمساعد، حيث كان المدير يتعامل مع الشؤون العامة ويقوم بصناعة القرار السياسيّ حسب الحاجة، بينما كان يتعامل المساعد مع الأعمال اليوميّة للدار. قامت روس بتنظيم جدول عمل مزحم، وزيارة منشآت دار سكّ النقود وإلقاء الخطب التي تدعم روزفلت وتنظيم الحملات الانتخابيّة للمرشحين الديمقراطيّين في وايومنغ. تركت مسؤوليات روس لأورايلي إدارة مكتب واشنطن لدار سكّ النقود كمديرة بالنيابة. تشير تيفا شير إلى أن أورايلي كانت تجد تقارير روس من هذا الحقل قيّمةً للغاية؛ وقد أظهرت هاتان المرأتان كيف تعافى دار سكّ النقود من آثار السنوات الأولى من الكساد، حيث أُنتج خلال السنوات الأولى من الكساد قدرٌ قليل من العملات المعدنيّة، واستمر هذا الأمر إلى منتصف الثلاثينات، إذ أدَّى الطلب المتزايد على إنتاج العملات إلى قيام دار السك بتشغيل ورديَّتين أو ثلاث ورديّات حتّى.
عام 1935 بلغت أورايلي سنّ السبعين وهو سن التقاعد الفيدراليّ الإلزاميّ، كانت آنذاك معرفتها بشؤون المكتب واسعة جداً، وكانت هناك آنذاك حاجةٌ ماسَّة للاحتفاظ بها، إلى حدّ إعفائها من التقاعد الإلزاميّ بموجب أمر خاص من الرئيس الأمريكيّ فرانك روزفلت؛ بناءاً على طلب من نيلي تايلي روس بمنح أورايلي سنة إضافيّة من الخدمة في دار سكّ النقود. ورغم تأييد روس للتمديد كما سبق، إلا أنها لم يُنظر إليها على أنها عاجزة عن أداء مهامها كمديرة للدار دون وجود أورايلي ومساعدتها، وقد تعاقدت روس مع فرانك ليلاند هوارد وهو مدرِّس في جامعة فيرجينيا ولديه خلفيّة في الحسابات، ليحلَّ محل أورايلي. وافق الرئيس الأمريكيّ روزفلت على هذا التمديد وتمديد آخر عام 1936، واقد اعتُبر هذا حفاوةً كبيرة مما أكسب أورايلي مكانة بارزة في الأوساط السياسيّة لدرجة أن وزير الخزانة هنري مورغنثاو أقام مأدبة غداء على شرف أورايلي. مدد روزفلت أيضاً لأورايلي خدمتها الفيدراليّة للمرة الثالثة، آواخر عام 1937، وقد حذَّرها أنه لن يُمدِّدَ لها مرَّةً أُخرى. حاول مورغنثاو طلب تمديد إضافيّ لأورايلي من الرئيس روزفلت، إلا أن الأخير رفض هذا الطلب في يوليو 1938، للتقاعد أخيراً ماري مارجرت أورايلي في 29 أكتوبر عام 1938، وليحلَّ محلها كمدير مساعد لدار سك النقود في الولايات المتحدة فرانك ليلاند هوارد.
لم يُقم أيُّ احتفال لتكريم أورايلي عند تقاعدها، بطلبٍ منها، إلا أن زملاؤها الموظَّفين اشتركوا على شراء ساعة مرصَّعة بالألماس، أهدوها إياها وأقنعوها بقبولها بعد جدال. كما بعث الرئيس الأمريكيّ فرانك روزفلت والوزير مورغنثاو لها برسائل لتقدير خدماتها. كما نقلت صحيفة نيويورك تايمز كلمة تقاعدها، دون إجراء مقابلة معها، وبعد أسبوع عنونت الصحيفة افتتاحيّتها بالجملة الآتية: «هناك حداثةٌ هنا أيضاً. إجابة لتحدّي أميركا للنساء. أشارت إلى ما تريده النساء من الحياة، وما تستطيع النساء الحصول عليه ومنحه»

## تقاعدها ووفاتها
واصلت أورايلي بعد تقاعدها العيش في غرفها في سكن هاي-آدامز في واشنطن. لم تقحم أورايلي نفسها بعد التقاعد في شؤون دار سكّ النقد، على الرغم من أن وزير الخزانة مورغنثاو قد راسلها ببضعة رسائل، إلا أنها لم تأتي على ذكر العمل خلال ردودها. وسرعان ما انشغلت أورايلي بجمع التبرُّعات لصالح الجمعيّات الخيريّة الكاثوليكيّة. وفي عام 1944 أُثيرت قضية تسرُّب العديد من القطع المعدنيّة التي تعود إلى عام 1933 والتي تميَّزت بوجود نسرين اثنين على القطعة، إذ لم يتم إطلاق هذه القطعة رسمياً إلى الأسواق، ويقول عن هذا الكاتب روجيه بورديت إغفالاً غير معتاد. ورغم ما سبق إلا أنه لم يتم التحقيق مع أورايلي.
توفيت أورايلي في السادس من ديسمبر من عام 1949 في واشنطن. وقد نعتها صحيفة نيويورك تايمز وقد ذكرت الصحيفة بأنه لدى حصول أورايلي على تمديدها الأول، سعى المراسلون لمقابلتها، بينما قابلتهم هي بالجملة الآتية فقط:
«أنا ممتنَّةٌ جداً للرئيس على لطفه الشديد. الحياة دون عمل لا تثير اهتمامي. لكن هل يجب طباعة أي شيء عني؟»
الأصل باللغة الإنجليزيّة:
«I am deeply grateful to the President for his extreme kindness.  Life without work does not remotely interest me. But do you have to print anything about me?»